# Nature Mental Health
Nature Mental Health — щомісячний рецензований медичний науковий онлайн-журнал, який охоплює всі аспекти ментального (психічного) здоров'я, та видається Nature Portfolio (Springer Nature) з 2023 року.

## Цілі та сфера застосування
Nature Mental Health широко розглядає зв'язок між психічним здоров'ям і здоров'ям людини. Психічне здоров'я не тільки є правом людини та має важливе значення для добробуту людини, але й психічне здоров'я людей є вирішальним компонентом для позитивного функціонування та процвітання сімей, спільнот і суспільств.
Об'єднуючи інноваційні дослідження нейробіологічних і психологічних факторів, що лежать в основі психічних розладів, із сучасною роботою з вивчення наслідків криз у громадському здоров'ї, Nature Mental Health є міждисциплінарним зв'язком для високоякісних досліджень психічного здоров'я та розладів психічного здоров'я. Nature Mental Health прагне сприяти науковим дослідженням, розширювати дискурс і зміцнювати зв'язки між членами спільноти психічного здоров'я в усьому світі. Журнал твердо відданий просуванню справедливості — расової та етнічної, гендерної, соціальної, глобальної — як частини основної місії журналу.
Nature Mental Health публікує оригінальні дослідницькі статті, оглядові статті, перспективи, коментарі, листування та замовний вміст із широкого спектра наук, що досліджують психічне здоров'я та розлади психічного здоров'я, включаючи психологію, психіатрію, епідеміологію та громадську охорону здоров'я. Як і інші дослідницькі журнали бренду Nature, Nature Mental Health не має зовнішньої консультативної ради; усі редакційні рішення приймає команда штатних професійних редакторів.
Дисципліни/теми, які розглядає Nature Mental Health, включають, але не обмежуються:
- Ліки від залежності
- Старіння
- Біологічна психіатрія (див. також Translational Psychiatry та Molecular Psychiatry)
- Когнітивна психологія
- Дитяча та підліткова психіатрія
- Клінічні випробування
- Клінічна нейронаука
- Крос-культурна психологія
- Смерть і вмирання
- Депресія
- Розлади харчування
- Невідкладна психіатрія
- Епідеміологія
- Етика
- Глобальне психічне здоров'я
- Економіка охорони здоров'я
- Порушення в навчанні
- Військова психіатрія
- Порушення розвитку нервової системи
- Біль
- ЛГБТ+
- Психологія особистості
- Психофармакологія
- Посттравматичний стресовий розлад
- Лікування
- Насильство
- Психологія робочого місця